# Mörlunda socken
Mörlunda socken i Småland ingick i Aspelands härad, ingår sedan 1971 i Hultsfreds kommun i Kalmar län och motsvarar från 2016 Mörlunda distrikt.
Socknens areal är 283,80 kvadratkilometer, varav land 270,72. År 2000 fanns här 1 805 invånare. En del av tätorten Rosenfors samt tätorten Mörlunda med sockenkyrkan Mörlunda kyrka ligger i socknen. 

## Administrativ historik
Mörlunda socken har medeltida ursprung.
1559 överfördes den ena gården i Veningehult från Mörlunda socken till Döderhults socken, och någon gång före 1630 även den andra. Trånshult överfört till Högsby socken 1690. Byn Sadeshult och Bo(da)kulla överfördes kameralt och kyrkligt till Fagerhults socken 1807. Smälterum överfört till Döderhult enligt beslut 8 juni 1826.Byn Åskögle överfördes till Kristdala socken 1884.
Vid kommunreformen 1862 övergick socknens ansvar för de kyrkliga frågorna till Mörlunda församling och för de borgerliga frågorna till Mörlunda landskommun. Landskommunen inkorporerade 1952 Tveta landskommun och uppgick sedan 1971 i Hultsfreds kommun. 1973 överfördes ett område med en areal på 60,5 kvadratkilometer, varav 57,6 land, och 622 invånare till Döderhults socken. Församlingen uppgick 2006 i Mörlunda-Tveta församling.
1 januari 2016 inrättades distriktet Mörlunda, med samma omfattning som församlingen hade 1999/2000.
Socknen har tillhört samma fögderier och domsagor som Aspelands härad. De indelta soldaterna tillhörde Smålands husarregemente, Staby skvadron, Överstelöjtnantens kompani och Kalmar regemente, Livkompanit.

## Geografi
Mörlunda socken ligger väster om Oskarshamn, kring Emån. Socknen består av odlingsbygd i Emådalen och kuperad skogsbygd, rik på sjöar, däromkring.

## Fornlämningar

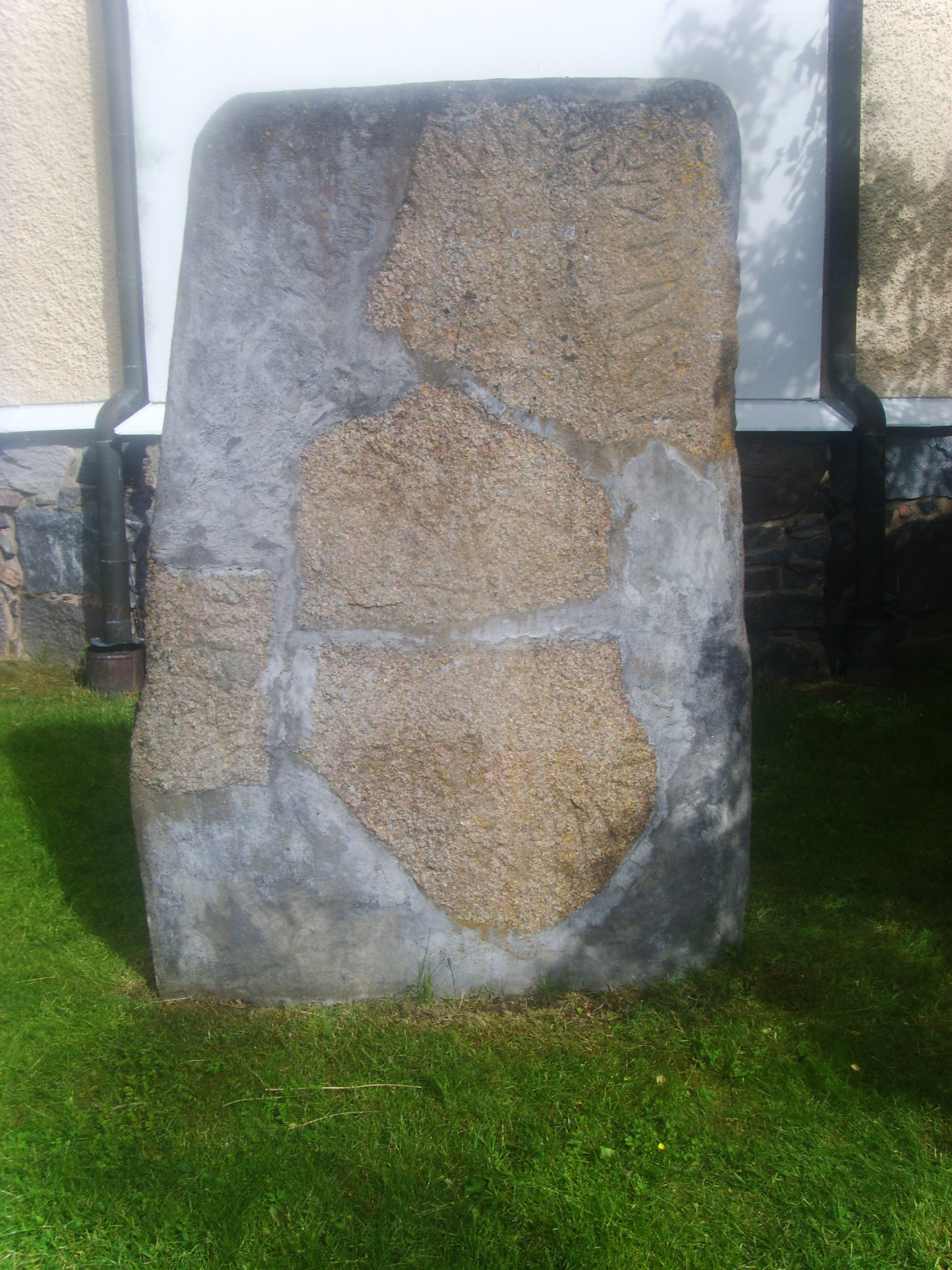
Smålands runstenar 152 vid kyrkan

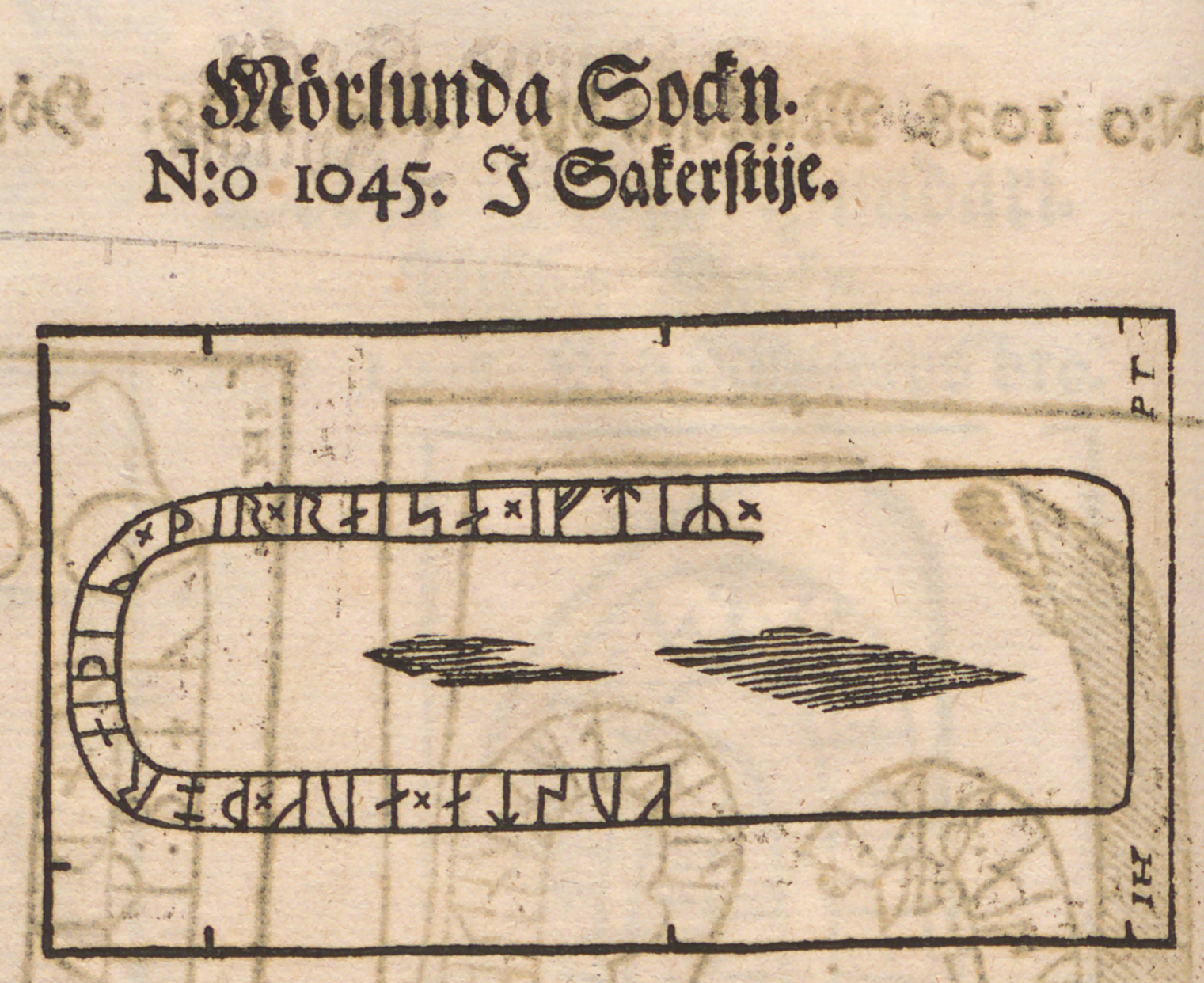
Teckning från 1750 av Sm 152.

Kända från socknen är boplatser och fyra hällkistor från stenåldern och ett gravfält från järnåldern. Tre runristningar är noterade, varav två vid kyrkan.

## Namnet
Namnet (1329 Mørlunda) kommer från kyrkbyn. Förleden är mör,'myr, kärr'. Efterleden är lund, 'träddunge'.

### Fotnoter
1. 1 2  Svensk Uppslagsbok andra upplagan 1947–1955: Mörlunda socken
2. 1 2  Harlén, Hans; Harlén Eivy (2003). Sverige från A till Ö: geografisk-historisk uppslagsbok. Stockholm: Kommentus. Libris 9337075. ISBN 91-7345-139-8
3. ↑  Det medeltida Sverige 4:4 Aspeland Sevede Tuna län
4. ↑  SCB Folk- och bostadsräkningen 1975 del 3:1 Arkiverad 24 september 2015 hämtat från the Wayback Machine. sidan 138 08 Kalmar län
5. ↑  ”Församlingar”. Statistiska centralbyrån. https://www.scb.se/hitta-statistik/regional-statistik-och-kartor/regionala-indelningar/forsamlingar/. Läst 30 december 2022.
6. ↑  Administrativ historik för Mörlunda socken (Klicka på församlingsposten). Källa: Nationella arkivdatabasen, Riksarkivet.
7. 1 2  Sjögren, Otto (1931). Sverige geografisk beskrivning del 2 Östergötlands, Jönköpings, Kronobergs, Kalmar och Gotlands län. Stockholm: Wahlström & Widstrand. Libris 9939
8. 1 2  Nationalencyklopedin
9. ↑  Fornlämningar, Statens historiska museum: Mörlunda socken
10. ↑  Fornminnesregistret, Riksantikvarieämbetet: Mörlunda socken Fornminnen i socknen erhålls på kartan genom att skriva in sockennamn (utan "socken") i "Ange geografiskt område"
11. ↑  Mats Wahlberg, red (2003). Svenskt ortnamnslexikon. Uppsala: Institutet för språk och folkminnen. Libris 8998039. ISBN 91-7229-020-X. https://isof.diva-portal.org/smash/get/diva2:1175717/FULLTEXT02.pdf